# Піляшкув (Лодзинське воєводство)
Піляшкув (пол. Pilaszków) — село в Польщі, у гміні Лович Ловицького повіту Лодзинського воєводства.
Населення — 319 осіб (2011).
У 1975-1998 роках село належало до Скерневицького воєводства.

## Демографія
Демографічна структура станом на 31 березня 2011 року:
|          | Загалом | Допрацездатний вік | Працездатний вік | Постпрацездатний вік |
| -------- | ------- | ------------------ | ---------------- | -------------------- |
| Чоловіки | 160     | 39                 | 99               | 22                   |
| Жінки    | 159     | 43                 | 76               | 40                   |
| Разом    | 319     | 82                 | 175              | 62                   |